# Blauwe lijn (metro van Montréal)
De Blauwe lijn (Frans: Ligne bleue) is een metrolijn van de Canadese stad Montréal. De lijn is onderdeel van de metro van Montréal. Nadat in mei 1970 de Olympische Zomerspelen 1976 aan Montréal waren toegewezen werd op 12 februari 1971 een lening goedgekeurd voor de uitbreiding van het metronet. Naast de verlenging van de lijnen 1 en 2 werd ook de bouw van de blauwe lijn, destijds aangeduid als lijn 5, parallel aan lijn 1 goedgekeurd. De werkzaamheden begonnen in oktober 1971, alleen de noordelijke verlenging van lijn 1 was op tijd klaar voor de Olympische Spelen, het eerste deel van de blauwe lijn werd pas in juni 1986 geopend. In juli 2019 werd het groene licht gegeven voor de bouw van vijf nieuwe stations als noordelijke verlenging van de lijn, de opening is gepland voor 2026.

## Stations
| Station                | Overstappunt | Foto * | Type                         | Geopend          | Ligging                        | Stadsdeel                            |
| ---------------------- | ------------ | ------ | ---------------------------- | ---------------- | ------------------------------ | ------------------------------------ |
| Anjou                  |              | 290 !  |                              | verwacht 2026    | 45° 35′ 49″ NB, 73° 33′ 51″ WL |                                      |
| Langelier/Jean-Talon   |              | 300 !  |                              | verwacht 2026    | 45° 35′ 31″ NB, 73° 34′ 31″ WL |                                      |
| Lacordaire             |              | 310 !  |                              | verwacht 2026    | 45° 34′ 60″ NB, 73° 34′ 51″ WL |                                      |
| Viau/Jean-Talon        |              | 320 !  |                              | verwacht 2026    | 45° 34′ 30″ NB, 73° 35′ 4″ WL  |                                      |
| Pie-IX/Jean-Talon      |              | 330 !  |                              | verwacht 2026    | 45° 34′ 1″ NB, 73° 35′ 28″ WL  |                                      |
| Saint-Michel           |              | 340 !  | enkelgewelfdstation          | 16 juni 1986     | 45° 33′ 34″ NB, 73° 36′ 0″ WL  | Villeray–Saint-Michel–Parc-Extension |
| D'Iberville            |              | 350 !  | enkelgewelfdstation          | 16 juni 1986     | 45° 33′ 11″ NB, 73° 36′ 9″ WL  | Villeray–Saint-Michel–Parc-Extension |
| Fabre                  |              | 360 !  | enkelgewelfdstation          | 16 juni 1986     | 45° 32′ 49″ NB, 73° 36′ 29″ WL | Rosemont–La Petite-Patrie            |
| Jean-Talon             |              | 520 !  | enkelgewelfdstation          | 14 oktober 1966  | 45° 32′ 20″ NB, 73° 36′ 50″ WL | Villeray–Saint-Michel–Parc-Extension |
| De Castelnau           |              | 910 !  | enkelgewelfdstation          | 16 juni 1986     | 45° 32′ 7″ NB, 73° 37′ 13″ WL  | Villeray–Saint-Michel–Parc-Extension |
| Parc                   |              | 920 !  | enkelgewelfdstation          | 15 juni 1987     | 45° 31′ 50″ NB, 73° 37′ 28″ WL | Villeray–Saint-Michel–Parc-Extension |
| Acadie                 |              | 930 !  | enkelgewelfdstation          | 28 maart 1988    | 45° 31′ 25″ NB, 73° 37′ 26″ WL | Mont-Royal                           |
| Outremont              |              | 940 !  | enkelgewelfdstation          | 4 januari 1988   | 45° 31′ 12″ NB, 73° 36′ 50″ WL | Outremont                            |
| Édouard-Montpetit      |              | 950 !  | enkelgewelfdstation          | 4 januari 1988   | 45° 30′ 35″ NB, 73° 36′ 47″ WL | Côte-des-Neiges–Notre-Dame-de-Grâce  |
| Université-de-Montréal |              | 960 !  | kuip                         | 4 januari 1988   | 45° 30′ 12″ NB, 73° 37′ 4″ WL  | Côte-des-Neiges–Notre-Dame-de-Grâce  |
| Côte-des-Neiges        |              | 970 !  | enkelgewelfdstation          | 4 januari 1988   | 45° 29′ 47″ NB, 73° 37′ 26″ WL | Côte-des-Neiges–Notre-Dame-de-Grâce  |
| Snowdon                |              | 980 !  | ondiep gelegen zuilenstation | 7 september 1981 | 45° 29′ 12″ NB, 73° 37′ 40″ WL | Côte-des-Neiges–Notre-Dame-de-Grâce  |

* De sorteerwaarde van de foto is de ligging langs de lijn